# Àcid selenhídric
Àcid selenhídric és el nom de les dissolucions aquoses del selenur d’hidrogen H2Se, les quals tenen propietats àcides. Aquestes dissolucions són tèrmicament inestables i altament tòxiques, per la qual cosa no tenen aplicacions. Se simbolitzen com H2Se(aq).
En dissolució aquosa el selenur d'hidrogen reacciona amb l'aigua segons la teoria àcid-base de Brønsted-Lowry i s'estableixen els següents equilibris amb formació dels anions hidrogenselenur HSe– i selenur Se2– i el catió oxoni H3O+ característic de les dissolucions d'àcids:{\displaystyle {\ce {H2Se(g) + H2O(l) <=> HSe^{-}(aq) + H3O+(aq)}}}{\displaystyle {\ce {HSe^{-}(aq) + H2O(l) <=> Se^{2-}(aq) + H3O+(aq)}}}El primer equilibri és el més desplaçat cap a la dreta i té un pKa1 = 3,73 (constant d'equilibri Ka1 = 10–3,73 = 1,86 × 10–4), entre els corresponents als àcids sulfhídric (7,05) i tel·luhídric (2,64), que són els hidràcids dels elements del mateix grup de la taula periòdica. Aquest valor indica que l'àcid tel·lurhídric és un àcid més fort que l'àcid sulfhídric i menys fort que l'àcid tel·lurhídric, cosa que és deguda al fet que l'anió HSe– té un radi iònic major que els de l'anió HS– i inferior al del HTe–. En davallar a la taula periòdica els àtoms augmenten el seu volum a causa de l'augment de capes d'electrons, i la força que cal rompre per separar els ions és la força de Coulomb que és inversament proporcional a la separació entre els nuclis dels ions. Pel segon equilibri pKa2 = 10,0 (constant d'equilibri Ka2 = 10–10), per tant, molt menys desplaçat cap a la formació de Se2–.